# Saarhölzbach (Mettlach)
Saarhölzbach – dzielnica niemieckiej gminy Mettlach, w kraju związkowym Saara, w powiecie Merzig-Wadern, w Parku Natury Saar-Hunsrück, nad rzekami Saara, Schwellenbach, Hungerbach i Saarhölzbach, przy granicy z Nadrenią-Palatynatem. Dzielnica leży na wysokości 154–510 m n.p.m., ma powierzchnię 13,12 km², zamieszkuje ją 1703 mieszkańców (2009).

## Historia
Miejscowość po raz pierwszy pojawia się pod nazwą Hülzbach w dokumentach wydanych w 802 przez Karola Wielkiego. W 1250 pisze się o Saarhulzbach, nazwa Saarhölzbach pojawia się około 1650. Po wojnie trzydziestoletniej we wsi mieszkało osiem rodzin. 13 sierpnia 1846 miejscowość została zniszczona przez pożar.
Do 1974 Saarhölzbach było samodzielną gminą.

## Zabytki i atrakcje
- kościół parafialny pw. św. Antoniego (St. Antonius)
- pomnik wojenny
- kamień graniczny w ogrodzie Pfarrgarten
- punkty widokowe Pfarrgarten, Teufelsschornstein i Teufelsschornstein

- Binnessenfest (3. weekend sierpnia)
- Fastnachtumzug – pochód

## Komunikacja
Przez Saarhölzbach, nad prawym brzegiem Saary przebiega droga krajowa B51. W dzielnicy znajduje się także przystanek kolejowy leżący na linii kolejowej Saarstrecke.

## Polityka
Rada dzielnicy składa się z dziewięciu członków, pięciu należy do SPD, a pozostałych czterech do CDU. Przewodniczącym rady jest Carsten Wiemann z SPD.